# Zeitschrift für Außen- und Sicherheitspolitik
Die Zeitschrift für Außen- und Sicherheitspolitik (ZfAS) ist eine deutschsprachige wissenschaftliche Fachzeitschrift. Herausgegeben von Thomas Jäger von der Universität zu Köln, erscheint sie vierteljährlich bei Springer VS. Die erste Ausgabe erschien 2008.

## Hintergrund
Die Zeitschrift für Außen- und Sicherheitspolitik stellt die Theorie und einzelne empirische Ergebnisse des Forschungsbereiches vierteljährlich dar. Ihr Schwerpunkt liegt auf den internationalen Beziehungen und deren Auswirkungen für die Außen- und Sicherheitspolitik. Dabei deckt die Zeitschrift folgende Rubriken ab: Analysen, Studien, Essays, Rezensionen sowie Konferenz- und Fachtagungsberichte. Zu aktuellen Themen erscheinen Sonderhefte, bisher veröffentlicht wurden sieben Bände.

## Thematischer Schwerpunkt
Die ZfAS publiziert theoriegeleitete und empirische Analysen von Außenpolitik, Sicherheitspolitik und Internationaler Politik. Manuskripte betreffen auch Veränderungen der Internationalen Ordnung. Beiträge sind nicht auf eine geographische Region fokussiert, behandeln aber regelmäßig deutsche Außenpolitik bzw. Außenpolitiken deutschsprachiger Staaten.

## Herausgeber und Redaktion
Herausgeber der Zeitschrift ist Thomas Jäger, Ordinarius für Internationale Politik und Außenpolitik an der Universität zu Köln. Zur Redaktion gehören Rainer Lenzen (Redaktionsleitung), Katharina Berninger, David Jacobs und Patrick Kessler. Die Zeitschrift wird durch international besetzte Gremien betreut: Board of Advisors und Editorial Advisory Committee.

## Aufbau und Peer-Review
Die Zeitschrift gliedert sich in zwei Rubriken: Die erste Rubrik umfasst Analysen. Analysen sind konzise Texte zu außen- und sicherheitspolitisch relevanten Themen mit hohem Praxis- und Aktualitätsbezug. Diese Beiträge durchlaufen eine redaktionelle Begutachtung durch zwei Redakteure. In der zweiten Rubrik erscheinen Studien und Essays. Studien sind ausführlichere, ihre theoretischen und methodischen Grundlagen sorgfältig ausformulierende Abhandlungen, die den Forschungsstand der Disziplin abbilden und weiterentwickeln. Die Studien durchlaufen ein doppelt anonymisiertes Gutachterverfahren (double blind peer review). Mehr als 90 Wissenschaftler haben Gutachten verfasst, hierzu gehören z. B.: Mathias Albert, Franco Algieri, Wilfried von Bredow, Klaus Brummer, Daniel Göler, Christian Hacke, Sabine Hess, Claudia Hofmann, Jochen Hippler, Hartwig Hummel, Matthias Jopp, Markus Kaim, Joachim Krause, Barbara Lippert, Alistair Miskimmon, Franz Nuscheler, Elfriede Regelsberger, Ralph Rotte, Christoph Schwarz, Johannes Varwick, Martin Wagener und Christoph Weller. Essays sind Beiträge von stärker explorativem Charakter, die Denkanstöße geben und Perspektiven aufzeigen. Die Zeitschrift druckt darüber hinaus regelmäßig Rezensionen sowie Berichte von Konferenzen und Fachtagungen.

## Sonderhefte
- Alexander Spencer, Alexander Kocks, Kai Harbrich (Hrsg.): Terrorismusforschung in Deutschland (= Sonderheft der Zeitschrift für Außen- und Sicherheitspolitik, Band 1). VS Verlag, Wiesbaden 2011, ISBN 978-3-531-17729-8.
- Thomas Jäger (Hrsg.): Die Welt nach 9/11. Auswirkungen des Terrorismus auf Staatenwelt und Gesellschaft (= Sonderheft der Zeitschrift für Außen- und Sicherheitspolitik, Band 2). VS Verlag, Wiesbaden 2011, ISBN 978-3-531-18420-3.
- Klaus Brummer, Stefan Fröhlich (Hrsg.): Zehn Jahre Deutschland in Afghanistan (= Sonderheft der Zeitschrift für Außen- und Sicherheitspolitik, Band 3). VS Verlag, Wiesbaden 2011, ISBN 978-3-531-18449-4.
- Heiko Borchert, Ralph Thiele (Hrsg.): Vernetzte Sicherheit. Eine konstruktive Zwischenbilanz (= Sonderheft der Zeitschrift für Außen- und Sicherheitspolitik, Band 4). Springer VS, Wiesbaden 2012, ISBN 978-3-531-18534-7.
- Hans-Jürgen Bieling, Tobias Haas, Julia Lux (Hrsg.): Die Internationale Politische Ökonomie nach der Weltfinanzkrise. Theoretische, geopolitische und politikfeldspezifische Implikationen (= Sonderheft der Zeitschrift für Außen- und Sicherheitspolitik, Band 5). Springer VS, Wiesbaden 2013, ISBN 978-3-658-04119-9.
- Gunther Hellmann, Daniel Jacobi, Ursula Stark Urrestarazu (Hrsg.): „Früher, entschiedener und substantieller“? Die neue Debatte über Deutschlands Außenpolitik (= Sonderheft der Zeitschrift für Außen- und Sicherheitspolitik, Band 6). Springer VS, Wiesbaden 2015, ISBN 978-3-658-07322-0.
- Ingo Take (Hrsg.): Nichtstaatliche Akteure in der internationalen Politik. Analysen zu Effektivität und Legitimität (= Sonderheft der Zeitschrift für Außen- und Sicherheitspolitik, Band 7). Springer VS, Wiesbaden 2015, ISBN 978-3-658-11279-0.